# ГЭС Комани
ГЭС Комани (алб. HEC Koman) — гидроэлектростанция в северной Албании, выше села Комани. Является второй и самой мощной в Дринском каскаде на реке Дрин. Собственник и экспулатирующая организация — Албанская энергетическая корпорация (КЕШ).
Строительство начато в 1980 году. Первая турбина введёна в строй в 1985 году, вторая — в 1986 году. Электростанция была введена в эксплуатацию на полную мощность в 1988 году. ГЭС Комани построена по проекту албанских инженеров. В строительстве было задействовано около 12 тысяч рабочих, инженеров и специалистов.
Плотина — каменно-набросная с бетонным экраном. Высота плотины — 115,5 м, отметка уровня гребня — 179 м над уровнем моря. Длина плотины по гребню — 290 м. Её объём — 5 млн м³. Плотина образует водохранилище Комани объёмом 500 млн м³ (0,5 км³). Полезный объём — 188 млн м³ (0,188 км³). Максимальный уровень — 175,5 м над уровнем моря, нормальный подпорный уровень — 170 м над уровнем моря, минимальный уровень — 160 м над уровнем моря. Водохранилище является судоходным и популярно у туристов. Наполнение начато в 1985 году. Площадь водосбора — 12 850 км². Среднегодовой расход воды — 289 м³/с.
Пропуск воды через два туннельных водосброса производительностью 1800 и 1600 м³/с. Суммарная пропускная способность водосбросов при уровне воды 176 м над уровнем моря — 3400 м³/с. Расчётный напор — 96 м. Номинальный расход воды — 184 м³/с.
Установлены 4 агрегата французской компании Alstom с вертикальными турбинами Френсиса мощностью 156 МВт каждая и 3-х фазными синхронными генераторами напряжением 13,8 кВ мощностью 150 МВт и полной мощностью 170 МВ·А. Установлены электрические повысительные трансформаторы 13,8/242 кВ. Установленная мощность — 600 МВт, годовая выработка электроэнергии — 1800 млн кВт⋅ч, это составляет примерно 45% производства Дринского каскада.
Построены 4 линии электропередачи (ЛЭП) напряжением 220 кВ: двойная Комани — Тирана, Фиерза — Комани, Комани — Вау-и-Дейес.